# Глобални дистрибуциони систем
Глобални дистрибуциони систем (GDS) је рачунарски мрежни систем у власништву или управљању компаније који омогућава трансакције између услуга провајдера у индустрији путовања, пре свега авио-компанија, хотела, компанија за изнајмљивање аутомобила и туристичких агенција. GDS пре свега користи инвентар у реалном времену (на пример, број расположивих хотелских соба, број седишта на располагању у лету или број доступних аутомобила) од провајдера услуга. Туристичке агенције традиционално су се ослањале на GDS за услуге, производе и тарифе како би пружиле путовања за крајње потрошаче. Тако да GDS може повезивати услуге, тарифе и резервације, консолидујући производе и услуге у сва три сектора путовања: авио-резервације, хотелске резервације, изнајмљивање аутомобила.
GDS се разликује од компјутерског система за резервације, који је систем резервација који користе провајдери услуга (такође познати као продавци). Главни корисници GDS-а су туристичке агенције (како онлајн тако и оне у канцеларији) које праве резервације на различитим системима резервација које воде продавци. GDS не чува инвентар; инвентар се чува на самом систему резервација продавца. GDS систем ће имати везу у реалном времену са базом података продавца. На пример, када туристичка агенција захтева резервацију услуге одређене авиокомпаније, GDS систем преноси захтев одговарајућем рачунарском систему за резервације те авиокомпаније.

## Пример олакшавања резервације коју је извршила авиокомпанија преко GDS
Пресликана слика записа о имену путника (PNR) у систему резервација авиокомпаније одржава се у GDS систему. Ако путник резервише туру која укључује летове више авио-компанија путем туристичке агенције, запис о имену путника у GDS систему садржаће информације о целокупној тури, док ће свака авио-компанија  којом путују имати само део туре који је релевантан за њих. Ово би укључивало сегменте лета на њиховим услугама и информације о долазним и настављајућим летовима (познатим као информациони сегменти) других авиокомпанија у тури. На пример, ако путник резервише пут од Амстердама до Лондона на KLM, од Лондона до Њујорка на British Airways, и од Њујорка до Франкфурта на Lufthansa путем туристичке агенције, и ако је туристичка агенција повезана са Amadeus GDS, PNR у Amadeus GDS би садржао цели путопис, док би PNR у KLM показивао сегмент од Амстердама до Лондона заједно са летом British Airways као информационим сегментом за наставак. Исто тако, PNR у систему Lufthansa би показао сегмент од Њујорка до Франкфурта са летом British Airways као информационим сегментом за долазак. На крају, PNR у систему British Airways би показао сва три сегмента, један као активан сегмент и друга два као информациони сегменти за долазак и наставак.
Неки GDS системи такође имају могућност двоструке употребе за хостовање више компјутерских система за резервације; у таквим ситуацијама функционално рачунарски систем за резервације и GDS део система се односе као да су одвојени системи.

## Аутоматизација путничких сервиса у средњем делу
Аутоматизација средњег дела (енгл. Mid-office) обухвата скуп технологијских решења која захватају податке из записа о имену путника (PNR) из различитих система за глобалну дистрибуцију (Sabre, Galileo, Amadeus и Worldspan) и омогућавају туристичким агенцијама да креирају посебна бизнис правила за проверу тачности резервација, праћење туристичких политика, израду завршних докумената, припрему тура/фактура и обрађивање карата.
Софтвер за контролу квалитета користи се за функције као што су провера исправности форматирања резервација, провера нижих цена карата, провера расположивости седишта, надоградње, решавање листе чекања и искоришћаванје могућности повратних карата. Када се прилагоде, овакви алати омогућавају агенцијама и корпоративним налозима да прате практично сваку информацију у PNR-овима глобалних система за дистрибуцију.
Аутоматизација средњег дела игра кључну улогу у повећању стопе бездотичног усвајања онлајн система.

## Будућност Глобалних система за дистрибуцију (GDS) и компанија
Глобални системи за дистрибуцију (GDS) у индустрији путовања потичу из традиционалног наслеђеног бизнис модела који је постојао да омогући интероперабилност између авиокомпанијских провајдера и туристичких агенција. Током раних дана компјутеризованих система за резервацију, резервације авио-карата нису биле могуће без GDS-а. Како је време одмицало, многе авио-компанијске провајдере (укључујући буџетске и главне оператере) су сада примениле стратегију 'директне продаје' својим великим и малопродајним купцима (путницима). Уложиле су значајна средства у своје сопствене системе резервација, директне канале дистрибуције и сарадничке системе. Ово помаже у минимизирању директне зависности од GDS система како би се испунили циљеви продаје и прихода и омогућило динамичнији одговор на потребе тржишта. Технолошки напредак у овом простору олакшава  начин унакрсне продаје партнерским авио-компанијама и путем туристичких агенција, укидајући зависност од посвећених глобалног GDS-а који се повезује између система. Такође, више веб сајтова за упоређивање цена укида потребу за наменским GDS-ом за цене и инвентар у одређеном тренутку и за туристичке агенте и за крајње потрошаче. Због тога су неки експерти тврдили да су ове промене у бизнис моделима могле да доведу до потпуног укидања GDS-а у простору авио-компанија до 2020. године. С друге стране, неки стручњаци у области путовања показују да GDS и даље нуди флексибилност и могућност за куповину у великим количинама за консолидаторе авио-компанија какве индивидуални системи авио-компанија не могу пружити сегментима купаца са широким избором. Њихов аргумент је тај, индивидуални дистрибутивни системи нису дизајнирани за интероперишу са системима конкурената.
Група Lufthansa је објавила јуну 2015. године да намеће додатну таксу од 16 евра при резервацији путем спољног глобалног система за дистрибуцију у односу на своје сопствене системе. Истакли су да је њихов избор базиран на томе да су трошкови коришћења спољних система вишеструко већи него њихови. Неколико других авиокомпанија, укључујући Air France–KLM и Emirates Airline, такође је изјавило да следи ово кретање.
Међутим, хотели и индустрија изнајмљивања аутомобила и даље имају користи од GDS-а, посебно при отклањању инвентара у последњем тренутку, користећи GDS за довођење додатних оперативних прихода. GDS је овде користан за олакшавање глобалног досега користећи постојећу мрежу и ниске маргиналне трошкове у поређењу са онлајн резервацијама за авио-путовања. Неки GDS-ови такође раде на инвестицијама и усмеравању значајних капацитета у иностранство, у циљу смањења трошкова и побољшања марже приликом пружања услуга својим клијенатима директно и прилагођавања променљивим пословним моделима.